# یواس‌اس بینبریج (دی‌دی-۱)
یواس‌اس بینبریج (دی‌دی-۱) (به انگلیسی: USS Bainbridge (DD-1)) یک کشتی بود که طول آن ۲۵۰ فوت (۷۶ متر) بود. این کشتی در سال ۱۹۰۱ ساخته شد.